# Gamid Agałarow
Gamid Rusłanowicz Agałarow (ros. Гамид Русланович Агаларов, ur. 16 lipca 2000 w Machaczkale) – rosyjski piłkarz dargijskiego pochodzenia, grający na pozycji napastnika w rosyjskim klubie FK Ufa. Król strzelców ligi rosyjskiej z sezonu 2021/2022 (19 goli).

## Życie prywatne
Jego ojcem jest rekordzista pod względem liczby meczów rozegranych dla Anży Machaczkała, oraz były trener klubu Ruslan. Wujek Kamil także jest piłkarzem i byłym zawodnikiem Anży.